# Węglewice (gromada w powiecie wieruszowskim)
Węglewice – dawna gromada, czyli najmniejsza jednostka podziału terytorialnego Polskiej Rzeczypospolitej Ludowej w latach 1954–1972.
Gromady, z gromadzkimi radami narodowymi (GRN) jako organami władzy najniższego stopnia na wsi, funkcjonowały od reformy reorganizującej administrację wiejską przeprowadzonej jesienią 1954 do momentu ich zniesienia z dniem 1 stycznia 1973, tym samym wypierając organizację gminną w latach 1954–1972.
Gromadę Węglewice siedzibą GRN w Węglewicach utworzono – jako jedną z 8759 gromad na obszarze Polski – w powiecie wieluńskim w woj. łódzkim, na mocy uchwały nr 40/54 WRN w Łodzi z dnia 4 października 1954. W skład jednostki weszły obszary dotychczasowych gromad Węglewice i Biadaszki oraz wieś Jeziorna z dotychczasowej gromady Kuzaj ze zniesionej gminy Galewice, ponadto obszar dotychczasowej gromady Spóle ze zniesionej gminy Kraszewice w tymże powiecie.
13 listopada 1954 (po pięciu tygodniach) gromada weszła w skład nowo utworzonego powiatu wieruszowskiego w tymże województwie, gdzie ustalono dla niej 18 członków gromadzkiej rady narodowej.
1 lipca 1968 gromadę zniesiono, a jej obszar włączono do gromad: Ostrówek (wieś Biadaszki, przysiółek Bocian, wieś Olendry, osadę Ciupki, kolonię Kalety, osadę Mąki, przysiółek Oremus, osadę Pustki, osdadę Żydowiec oraz wieś Foluszczyki) i Osiek (wieś Brzeziny, osadę Głowinkowskie, wieś Grądy, wieś Jeziorna, wieś Okoń, przysiółek Pląsy, wieś Spóle, wieś Węglewice, leśniczówkę Smolarnia, osadę Maćki oraz kolonię Załozie) w tymże powiecie.